# 이시구로 도모히사
이시구로 도모히사(일본어: 石黒 智久, 1981년 4월 27일 ~ )는 일본의 전 축구 선수이다.

## 구단 경력
과거 카탈레 도야마에서 활동하였다.